# Барон Дейнкур
Барон Дейнкур (англ. Baron Deincourt) — английский аристократический титул, создававшийся трижды: в 1299, 1332 и 1624 годах. Впервые он был создан для сэра Эдмунда Дейнкура и вернулся короне после его смерти в 1327 году. Во второй раз был создан для сэра Уильяма Дейнкура, племянника Эдмунда, и просуществовал до смерти пятого барона в 1422 году. У последнего барона Дейнкура были две сестры, и потомство оставила только одна, Элис, так что права на баронию перешли к её потомкам Ловелам. Однако внук Элис Фрэнсис Ловел, 1-й виконт Ловел, в 1485 году был лишён всех своих владений и титулов за измену. Он погиб бездетным, потомки его сестёр так и не получили прав на наследство Ловелов.
В 1624 году сэру Фрэнсису Леке, баронету, был пожалован титул барона Дейнкура из Саттона. После того, как Леке стал графом Скарсдейлом (1645), баронский титул использовался только как второстепенный. После смерти внука сэра Фрэнсиса в 1736 году титул барона Дейнкура снова вернулся короне.

## Носители
Первая креация
- Эдмунд Дейнкур, барон Дейнкур (умер в 1327)[3]

Вторая креация
- Уильям Дейнкур, 1-й барон Дейнкур (1301—1364)[4]
- Уильям Дейнкур, 2-й барон Дейнкур (1357—1381)[5]
- Ральф Дейнкур, 3-й барон Дейнкур (около 1380—1384)
- Джон Дейнкур, 4-й барон Дейнкур (1382—1406)[6][7]
- Уильям Дейнкур, 5-й барон Дейнкур (1403—1422)

Бароны Дейнкур из Саттона
- Фрэнсис Леке, 1-й граф Скарсдейл, 1-й барон Дейнкур (1581—1655)
- Николас Леке, 2-й граф Скарсдейл, 2-й барон Дейнкур (1612—1681)
- Роберт Леке, 3-й граф Скарсдейл, 3-й барон Дейнкур (1654—1707)
- Николас Леке, 4-й граф Скарсдейл, 4-й барон Дейнкур (1682—1736)